# Efanor
A Empresa Fabril do Norte ou Efanor, popularmente conhecida por Fábrica dos Carrinhos por ter sido a primeira em Portugal a produzir carrinhos de linha, foi uma empresa têxtil.
Fundada em 1907, esta fabrica têxtil pelo gigantismo das suas instalações, viria a revolucionar completamente a paisagem e o ritmo de vida da Senhora da Hora. Situava-se na Avenida Fabril do Norte.
A Efanor seria uma das pioneiras no processo de desenvolvimento industrial português, esta empresa de fiação, para além do peso que teve na economia nacional, constituiu ainda um exemplo muito positivo e inovador no apoio social facultado aos seus trabalhadores, possuindo para além de um bairro, uma creche, dormitórios, complexo desportivo, na altura da sua construção dos mais atraentes e até um corpo privativo de bombeiros. Nos seus tempos áureos teve ao seu serviço mais de 3.000 trabalhadores, entre eles Belmiro de Azevedo.

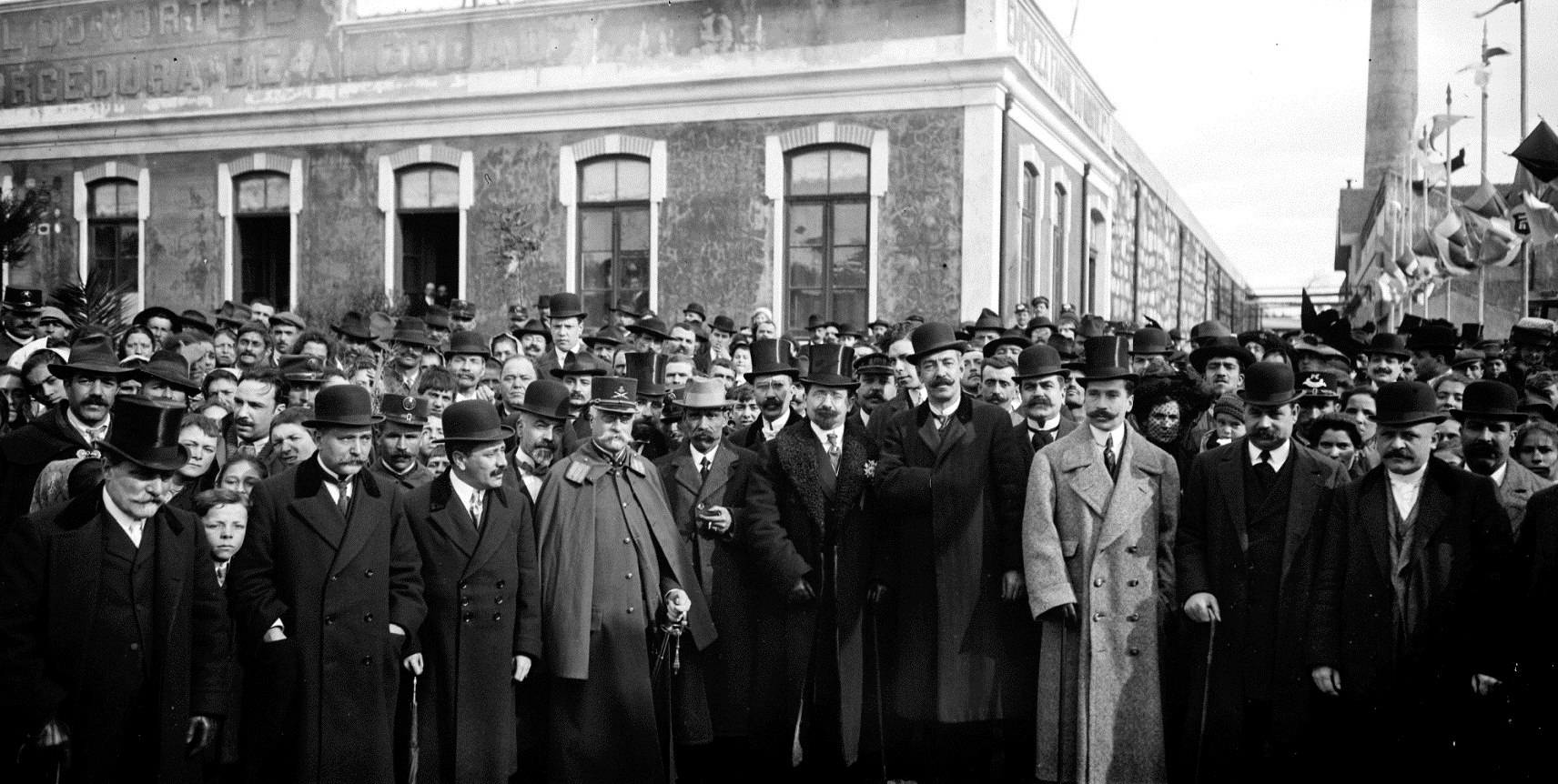
Visita de Afonso Costa à Efanor, em 1913

Nos anos 40, seria representativa da política industrial do Estado Novo, que tentava assegurar a possibilidade de produção de linho dentro de Portugal. Henrique Veiga de Macedo visitária a fabrica em 12 de Junho de 1957, em ocasião dos 50 anos, dizendo na ocasião que "A política é a arte da presença".

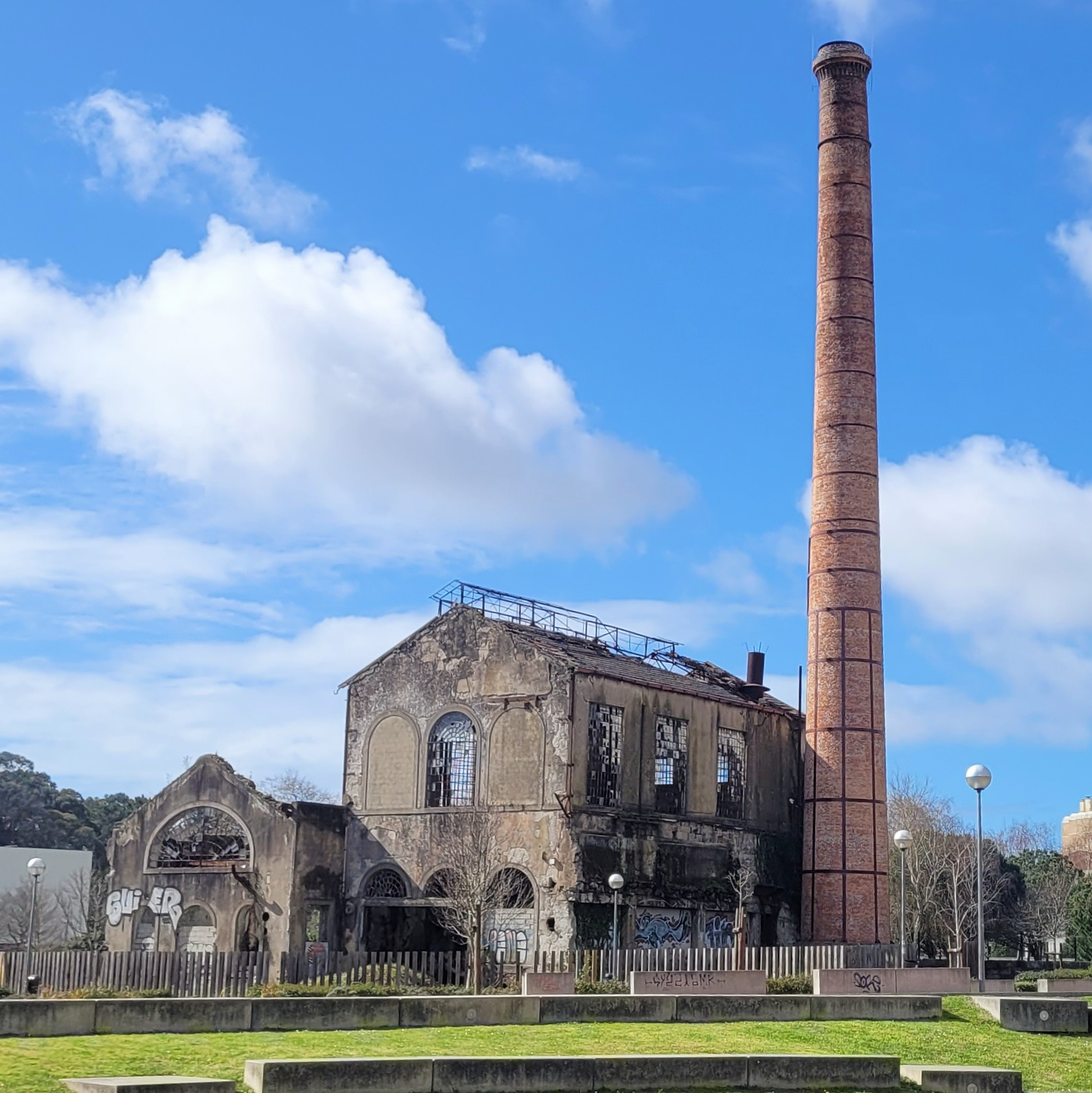
Ruínas da Antiga Fábrica da Efanor

As suas instalações foram demolidas pelo grupo Sonae, para ser construído um condomínio fechado e outras habitações. O Colégio Efanor, ocupa as antigas instalações do edifício social da fábrica (propriedade da Sonae e da Fundação Belmiro de Azevedo), a chaminé e um pequeno edifício da tinturia, ondo no 2016 a Câmara de Matosinhos construiu a Praça das Sete Bicas.
A empresa Efanor ainda existe, sob a denominação Efanor Investimentos SGPS, sendo propriedade da família Azevedo, e detém hoje 52,7% das acções da Sonae SGPS, sendo portanto o seu acionista de controlo.